# Zhou Zhenfu
Zhou Zhenfu (chiń. 周振甫; pinyin Zhōu Zhènfu; ur. 1911 w Pinghu w prow. Zhejiang, zm. 2000 w Pekinie) – chiński poeta i krytyk literacki.
Był autorem prac poświęconych historii literatury chińskiej. Na początku lat 50. opracował wraz z Zangiem Kejia zbiór Wybrane Utwory Poetyckie Przewodniczącego Mao z komentarzem i przypisami.